# Константин фон Нојрат
Константин фон Нојрат (крај Вајхингена, 2. фебруар 1873 — Анцвајхинген, 14. август 1956) био је нацистички министар спољних послова од 1932. године до 1938. године.
Био је дипломата, али и војник. У Првом светском рату добио је Гвоздени крст.
Рођен је у Виртенбергу, а право је студирао у Берлину и Тибингену. Није био импресиониран фашизмом у Италији. Био је министар под Францом фон Папеном. Противио се Хитлеровим агресивним ратним плановима. Након Другог светског рата био је оптужен на најпознатијем делу Нирнбершког процеса. Осуђен је по свим тачкама оптужнице на 15 година затвора, али је из њега изашао 1953. године. Умро је 1956. године у 83. години.